# 荒川修
荒川 修（あらかわ おさむ、 1931年〈昭和6年〉 - 2012年〈平成24年〉1月）は。日本のフリーアナウンサー、元NHKアナウンサー。

## 来歴
東京都本郷出身。1955年、東京大学教育学部卒業後にNHKへ入局。 鹿児島→甲府→東京→高知→東京→札幌→東京→大阪→東京で勤務。1988年12月にNHKを定年退職後、 フリーアナウンサーになる。
2012年1月に死去。

## 過去の担当番組
- NHKニュース (午後7時)（日曜 1972.4-1977.3）
- NHK特集（ナレーター）
- 各種ドキュメンタリーのナレーター
- 各種報道番組の司会
- 第23回NHK紅白歌合戦  ラジオ実況(1972.12.31)
- 読売新聞明日の朝刊（NHK退社後の1990年前後）